# Mohammed Farah Aidid
Mohamed Farrah Hassan Aidid (somali:  Maxamed Faarax Xasan Caydiid; em árabe: محمد فرح حسن عيديد‎‎) (15 de dezembro de 1934 - 1 de agosto de 1996) foi um ex-general e diplomata da Somália. Foi considerado um líder controverso e sanguinário, muitas vezes descrito como um senhor da guerra.
Foi líder do Congresso Somali Unido (USC) e mais tarde da Aliança Nacional Somali (SNA). Ele fez parte da resistência que derrubou a ditadura de Mohamed Siad Barre e mais tarde, liderou a luta contra as tropas das Nações Unidas e dos Estados Unidos. O General Aidid foi um dos principais opositores da Operação Restore Hope, onde as forças da ONU forneciam ajuda humanitária a população e ao mesmo tempo tentavam restaurar a ordem no país. Aidid foi o principal alvo da Operação Serpente Gótica iniciada no final de agosto de 1993, após uma resolução proposta pelo presidente americano Bill Clinton. A operação consistia no deslocamento das forças especiais do exército dos Estados Unidos para Mogadíscio com o objetivo de capturar Aidid e suas lideranças políticas. Alguns de seus comandantes e conselheiros foram presos, porém, Aidid nunca chegou a ser capturado. Se tornou o presidente da Somália por um curto período de tempo, embora seu governo nunca tenha sido reconhecido internacionalmente.
Em 2 de agosto de 1996, Aidid sofreu um ataque cardíaco depois de ser ferido numa emboscada e morreu aos 61 anos.

## Biografia
O General Aidid nasceu em Habar Gedir em um clã na região somali de Mudug. Teve uma educação em Roma e Moscou e serviu o governo de Mohamed Siad Barre, em diferentes posições até se tornar o chefe do serviço de inteligência somali. Em 1985, Barre descobriu seus planos de golpe de Estado e o prendeu por seis anos. Em 1991, os movimentos de oposição somali conseguem derrubar de Barre do poder, e Aidid foi libertado da prisão e liderou o Congresso Unido Somali. Após a queda do ditador Siad Barre, diversas facções começaram a disputar o espaço deixado, levando o país a uma violenta guerra civil entre os diferentes grupos. A população civil foi quem mais sofreu com isso, a fome se instalou no país e a ajuda humanitária internacional não conseguiu atenuar o sofrimento da população. Os comboios de alimentos eram constantemente interceptados pelas milícias de Aidid, que sufocava regiões contrárias a ele usando a fome como arma. Cerca de 300 mil pessoas pereceram, a maioria por inanição, abandonadas e subjulgadas pelas forças do general.
Isto levou a Organização das Nações Unidas a intervir. A ferocidade da luta contra as forças lideradas por Aidid com as tropas estrangeiras levou-o a se esconder. Como resultado, os Estados Unidos impuseram um preço sobre sua captura ($ 25.000 dólares). Em 3 de outubro de 1993, uma força de rangers e Delta Force norte-americanos (Força-Tarefa Ranger) organizaram uma operação para capturar vários oficiais da milícia de Aidid em Mogadíscio. Embora tecnicamente bem-sucedida, a operação não correu como planejado, e entre 500 a 1 500 somalis, 18 soldados norte-americanos e um malásio foram mortos na batalha subsequente. Esse episódio foi mais tarde dramatizado no filme Black Hawk Down de Ridley Scott.
As tropas dos Estados Unidos se retiraram da Somália pouco depois da batalha de Mogadíscio (1993) e as Nações Unidas fizeram o mesmo em 1995. Depois disso, Aidid declarou-se presidente da Somália, embora seu governo não tenha sido reconhecido internacionalmente. Em 1996, o general morria em 2 de agosto, como resultado de um ataque cardíaco sofrido após ferimentos ocasionados por um tiroteio entre clãs rivais.